# 愛知県道307号玉津浦停車場線
愛知県道307号玉津浦停車場線（あいちけんどう307ごう たまつうらていしゃじょうせん）は、愛知県碧南市内を通るかつての一般県道である。

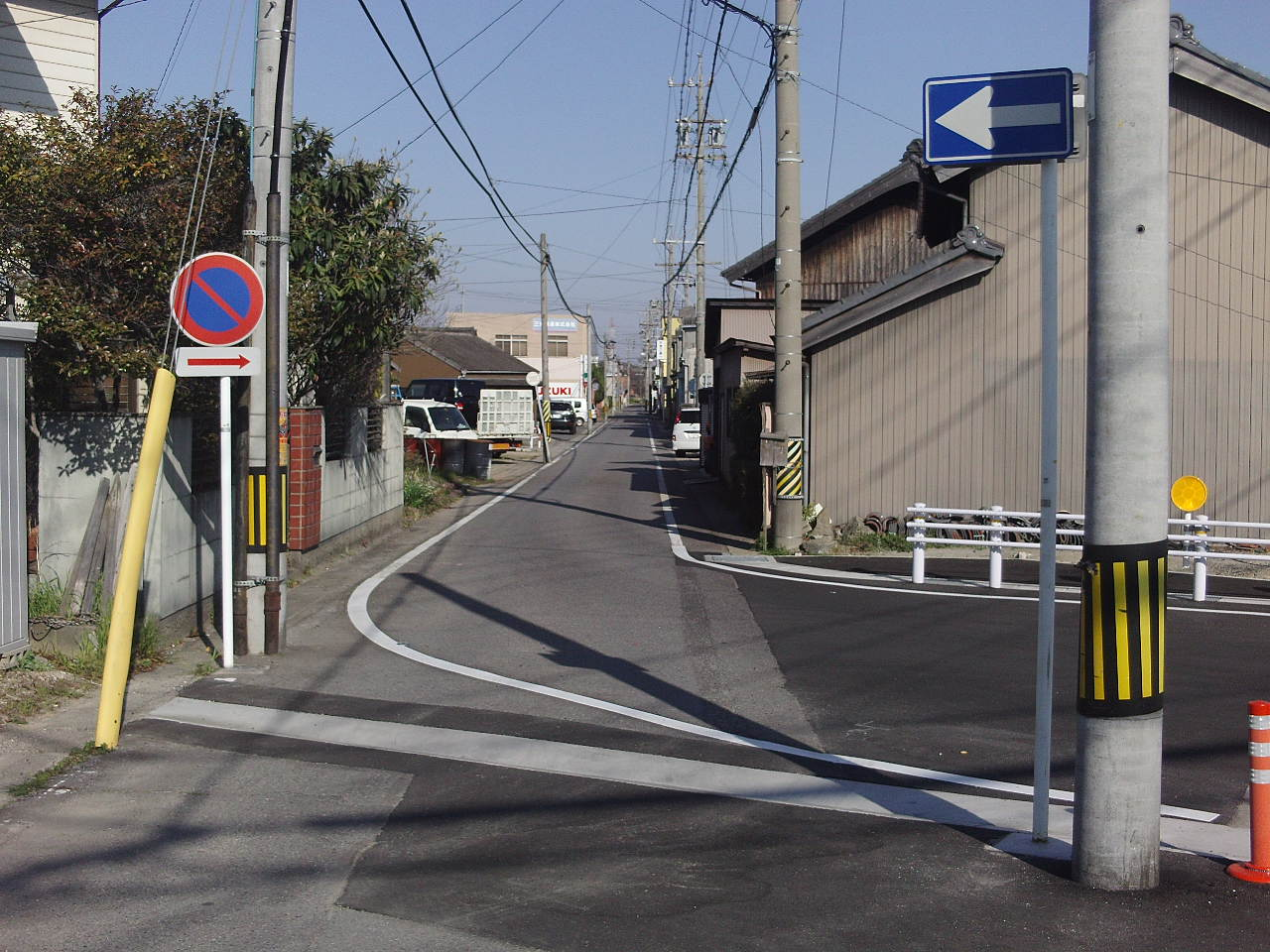
国道247号から旧県道に入ってすぐの場所。途中まで一方通行規制あり。

## 概要

### 路線データ
- 起点：玉津浦停車場（廃駅）
- 終点：愛知県碧南市塩浜町
- 延長：約350m

## 歴史
- 1959年（昭和34年）12月15日：認定
- 2004年（平成16年）4月1日：停車場廃止

## 路線状況
- 塩浜町6丁目で一方通行規制あり（国道247号から東進方向）。

## 地理

### 通過する自治体
- 愛知県
碧南市

### 交差する道路
- 国道247号

### 沿線
- 名鉄三河線 玉津浦駅（廃駅）
- JAあいち中央 碧南みなみ支店
- 碧南市立築山保育園
- 碧南市役所南部出張所
- 碧南市立大浜小学校・碧南市立碧南幼稚園